# Łopuchowo (powiat sejneński)
Łopuchowo – wieś w Polsce położona w województwie podlaskim, w powiecie sejneńskim, w gminie Krasnopol.
W latach 1975–1998 miejscowość należała administracyjnie do województwa suwalskiego.